# Arbre de la liberté

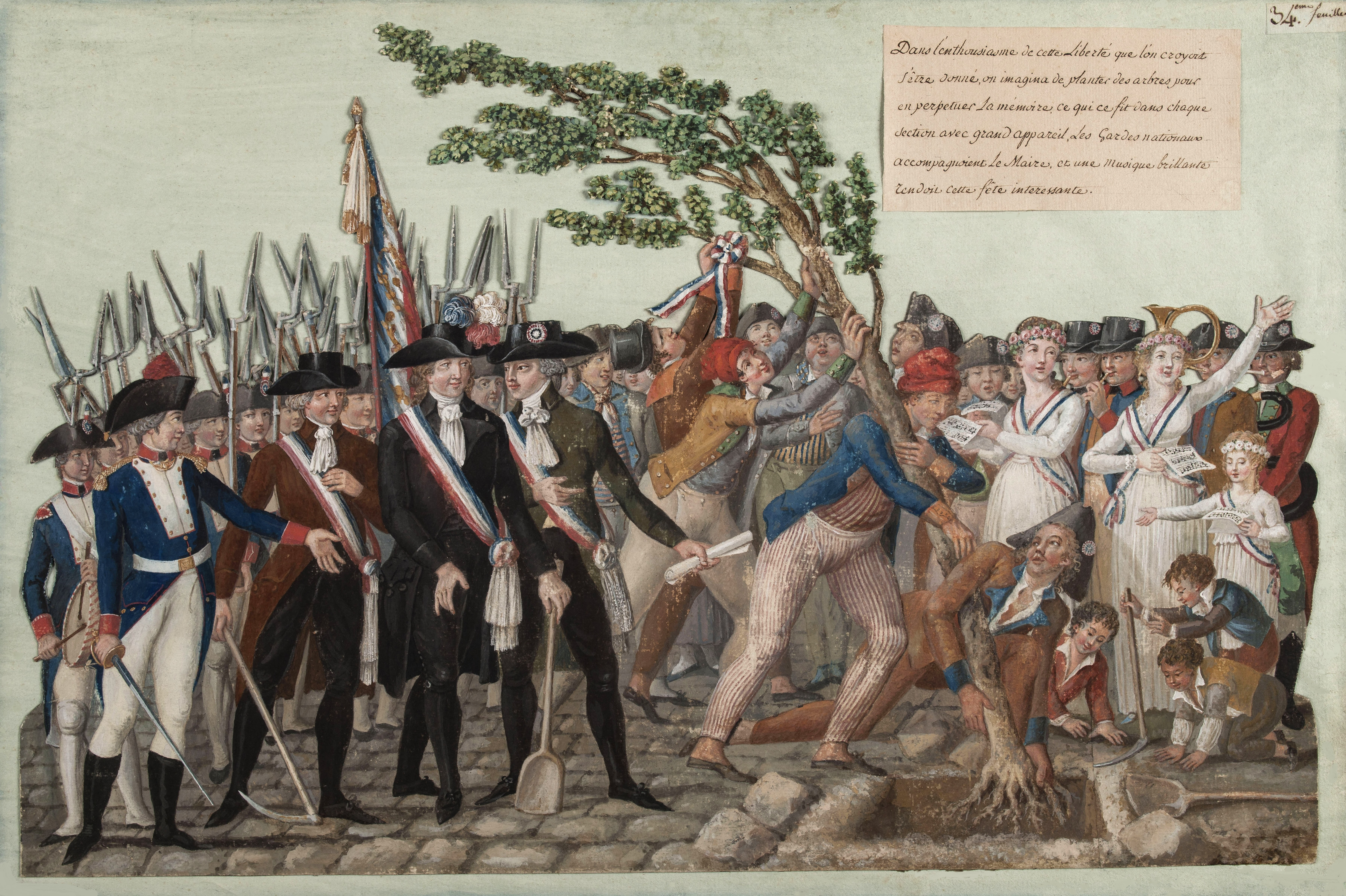
La plantation d’un arbre de la liberté en 1790, par Jean-Baptiste Lesueur.

L’arbre de la liberté est un symbole de la liberté, depuis la période de la Révolution française. Il symbolise aussi en tant qu'arbre de la vie, la continuité, la croissance, la force et la puissance. Il est devenu au cours du XIXe siècle un des symboles de la République française avec la Marianne ou la semeuse. Il figure depuis 1999 sur  les pièces françaises d'un euro et de deux euros.
Plantés, en général dans l’endroit le plus fréquenté, le plus apparent d’une localité, comme signes de joie et symboles d’affranchissement, ces végétaux devaient grandir avec les institutions nouvelles.

## Origine
L’usage de planter des arbres comme signe de la joie populaire est immémorial. On le trouve chez les Gaulois et d'autres peuples celtiques hors du territoire gaulois(et même près de certaines frontières du Barbaricum)[réf. nécessaire] comme chez les Romains. Ces arbres eurent pour précurseurs l’arbre de mai, que l’on plantait dans beaucoup d’endroits pour célébrer la venue du printemps. Les clercs de la basoche, à Paris, plantaient, chaque année jusqu’aux derniers temps de l’Ancien Régime, dans la cour du palais un arbre sans racines, ce qui donnait l’occasion de réjouissances restées célèbres. Le premier qui, en France, planta un arbre de la liberté, plusieurs années même avant la Révolution, fut le comte Camille d'Albon en 1782 dans les jardins de sa maison de Franconville, en hommage à Guillaume Tell.

## Les arbres de la liberté pendant la Révolution française

### Les premiers arbres: 1789-1791
À l’époque de la Révolution, par imitation de ce qui s’était fait aux États-Unis à la suite de la guerre de l’indépendance avec les poteaux de la Liberté, l’usage s’introduisit en France de planter avec cérémonie un jeune peuplier dans les communes françaises. L’exemple en fut donné, en 1790, par le curé de Saint-Gaudent, dans la Vienne, qui fit transplanter un chêne de la forêt voisine au milieu de la place de son village.

### L’élan de 1792
Les plantations d’arbres de la liberté se multiplient au printemps et à l’été 1792 : la France, en guerre contre l’Autriche, est saisie d’un élan patriotique, et la défense de la patrie se confond avec celle des conquêtes de la Révolution. L’arbre devient donc un symbole fort de l’idéal révolutionnaire.
Le peuplier est alors préféré au chêne et, dès le commencement de 1792, Lille, Auxerre et d’autres villes plantèrent des arbres de la liberté. Quelques mois après, plus de soixante mille de ces arbres s’élevèrent dans toutes les communes de France, d’après l’abbé Grégoire. D’après le marquis de Villette, Paris en possédait plus de deux cents. Louis XVI lui-même présida à l’élévation d’un de ces arbres dans le jardin des Tuileries, mais il fut abattu en pluviôse an II « en haine du tyran ». Au moment du jugement du roi qui devait aboutir à sa condamnation, Barère de Vieuzac va jusqu'à paraphraser Thomas Jefferson en déclarant : « L'arbre de la liberté ne saurait croître s'il n'était arrosé du sang des rois ».

### Inauguration
La plantation des arbres de la liberté se faisait avec une grande solennité, toujours accompagnée de cérémonies et de réjouissances populaires auxquelles prenaient part, dans un même enthousiasme patriotique, toutes les autorités, magistrats, administrateurs, et même le clergé, prêtres, évêques constitutionnels et jusqu’aux généraux. Ornés de fleurs, de rubans tricolores, de drapeaux, de cartouches avec des devises patriotiques, ces arbres servaient de stations comme les autels de la patrie aux processions et aux fêtes civiques avec plusieurs autres personnes.

### Importance et entretien

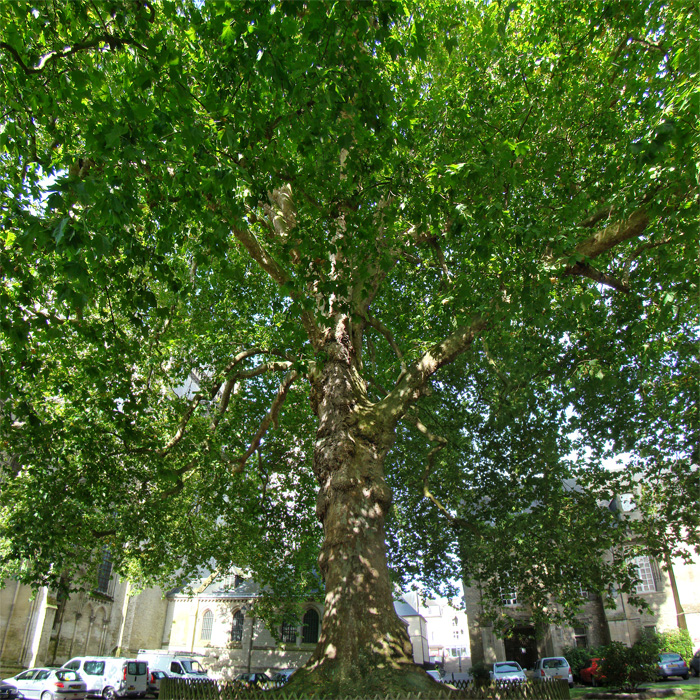
L'un des plus vieux arbres de la liberté encore debout, à Bayeux.

Les arbres de la liberté étaient considérés comme monuments publics. Entretenus par les habitants avec un soin religieux, la plus légère mutilation eût été considérée comme une profanation. Des inscriptions en vers et en prose, des couplets, des strophes patriotiques attestaient la vénération des populations locales pour ces emblèmes révolutionnaires. Des lois spéciales protégèrent leur consécration. Un décret de la Convention ordonna que l’arbre de la liberté et l’autel de la patrie, renversés le 27 ventôse an II, dans le département du Tarn, seraient rétablis aux frais de ceux qui les avaient détruits.

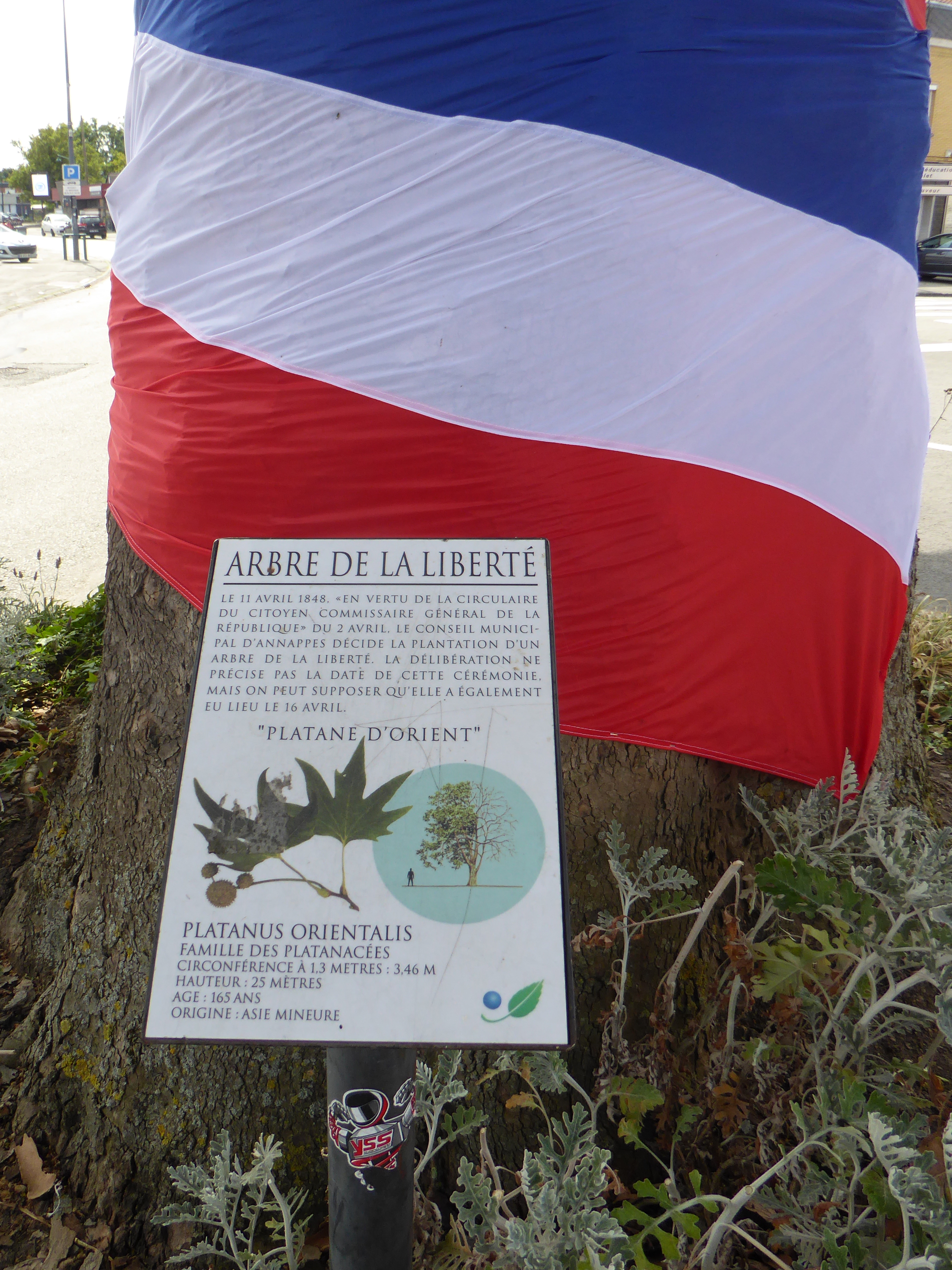
L'Arbre de la Liberté d'Annappes (Platane d'Orient).

Un grand nombre d’arbres de la liberté déracinés en pleine croissance, étant venus à se dessécher, la Convention ordonna, par un décret du 3 pluviôse an II, que « dans toutes les communes de la République où l’arbre de la liberté aurait péri, il en serait planté un autre d’ici au 1er germinal ». Elle confiait cette plantation et son entretien à la garde et aux bons soins des citoyens, afin que dans chaque commune « l’arbre fleurisse sous l’égide de la liberté française ». La même loi ordonna qu’il en serait planté un dans le Jardin National par les orphelins des défenseurs de la patrie. D’autres décrets prescrivirent des peines contre ceux qui détruiraient ou mutileraient les arbres de la liberté.
De nouveaux arbres furent alors plantés, mais, malgré toute la surveillance dont ils furent l’objet, beaucoup furent détruits par les contre-révolutionnaires, qui les sciaient ou arrosaient leurs racines de vitriol pendant la nuit. Ces attentats étaient vivement ressentis par le peuple, qui avait le culte de ces plantations ; les lois d’ailleurs les punirent souvent avec la dernière sévérité, et des condamnations à mort furent même prononcées contre leurs auteurs. Ainsi, à Bédoin dans le Vaucluse, 63 personnes furent exécutées, cinq cents maisons rasées pour non-dénonciation des personnes coupables d'avoir arraché un tel arbre,, les terres agricoles stérilisées au sel. Trois paysans de La Versanne qui en coupèrent un furent guillotinés à Lyon,, un meunier de Mas-Grenier fut également guillotiné à Toulouse pour les mêmes faits. En revanche, le révolutionnaire Marie Joseph Chalier envisagea d'utiliser de faire un grand fossé autour de l’arbre de la liberté, pour le fumer du sang des victimes de la guillotine du pont Moraud à Lyon.
Ces sortes de délits furent très fréquents sous la réaction thermidorienne. Par exemple, le 8 juin 1794, le jour de la fête patronale d'Hirsingue, quelques-uns de ses habitants abattirent leur arbre. En conséquence, sur ordre de Nicolas Hentz et de Jean-Marie-Claude-Alexandre Goujon, représentants en mission auprès de l'armée du Rhin, fut décrétée l'arrestation et la détention à Besançon de tous les prêtres constitutionnels des départements rhénans (Haut-Rhin, Bas-Rhin et Mont-Terrible) par le général Dièche (ils seront relâchés après le 9 thermidor), ainsi que la destruction de l'église. Le 31 mars 1794, à Clermont, Michel Fauré est guillotiné pour avoir déraciné un arbre et crié « Vive le roi ! ». Le Directoire veilla au remplacement de ceux qui étaient renversés, mais Bonaparte cessa bientôt de les entretenir et fit même abattre une partie de ceux qui s’élevaient dans différents endroits de Paris. Sous le Consulat, toutes ces lois tombèrent en désuétude, et les arbres de la liberté qui survécurent au gouvernement républicain perdirent leur caractère politique. Mais la tradition populaire conserva le souvenir de leur origine.

### Diffusion hors de France

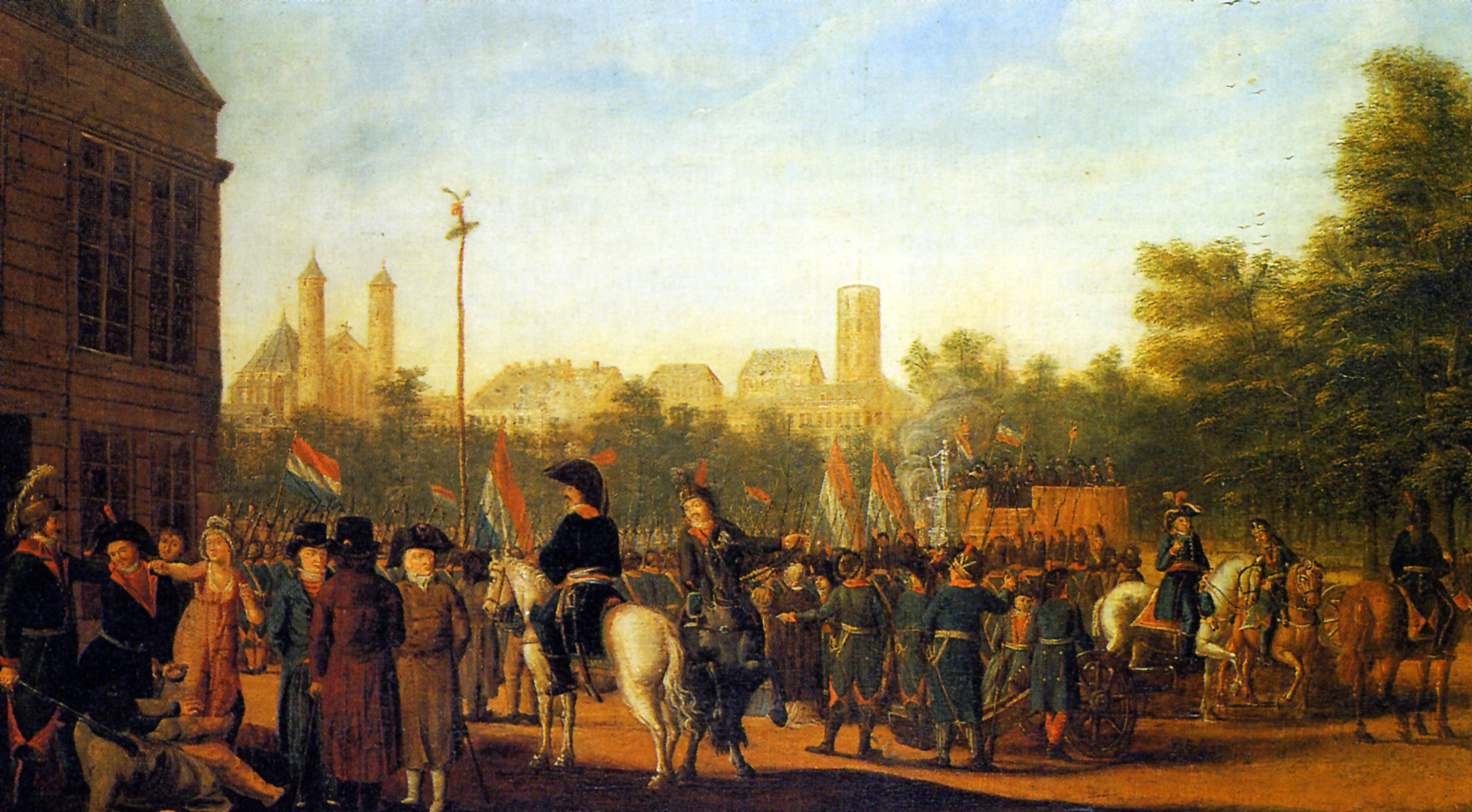
Les Français plantent un arbre de la Liberté dans le Neumarkt à Cologne en 1794.

Les soldats de la République plantèrent des arbres de la liberté dans tous les pays qu’ils traversaient. Dans un recueil de lettres inédites de Marceau, publiées par Hippolyte Maze, le jeune général républicain écrit à Jourdan, à la date du 6 brumaire an III : « que l’arbre de la liberté a été planté hier à Coblence devant le palais de l’Électeur ».
De même en Suisse pendant l'occupation française, de nombreux arbres furent plantés en signe d'allégeance à la France, puis arrachés au départ de ses armées.
L’exemple de la mère patrie fut suivi jusque dans les colonies, qui les dressèrent jusque… sur les marchés d’esclaves. Napoléon Bonaparte alla jusqu'à en planter à Milan, bien que la réaction de la population fut plus mitigée, allant jusqu'à l'arrachage de cet arbre justifiant une répression violente.
D’autres arbres furent plantés dans les colonies (à Pondichéry) et dans des pays étrangers : un palmier de la liberté à Shanghai par Sun Yat-sen en 1912.

## Le devenir des arbres de la liberté auXIXesiècle

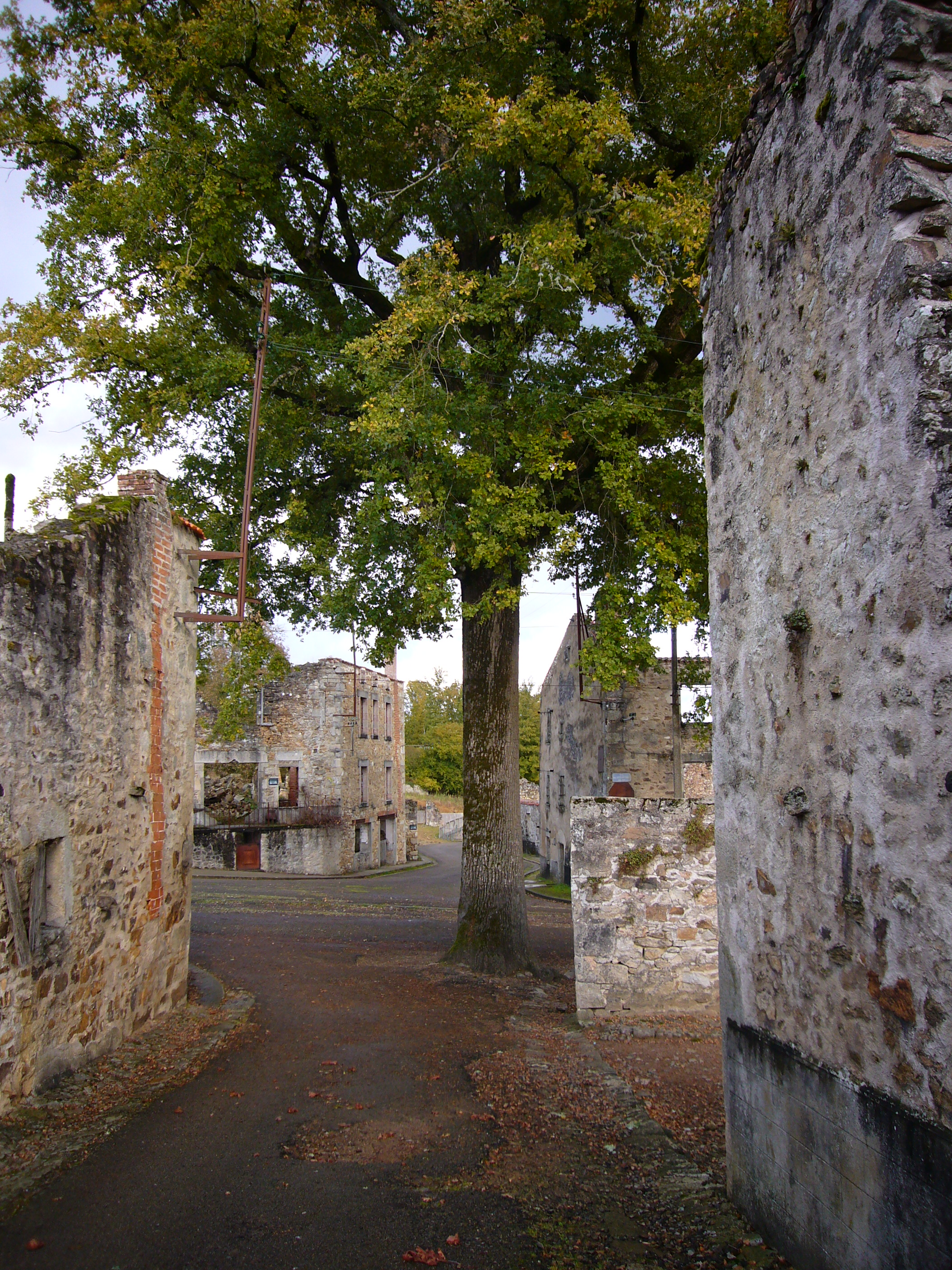
L'arbre de la liberté d'Oradour-sur-Glane, qui a survécu à l'incendie du village en 1944.

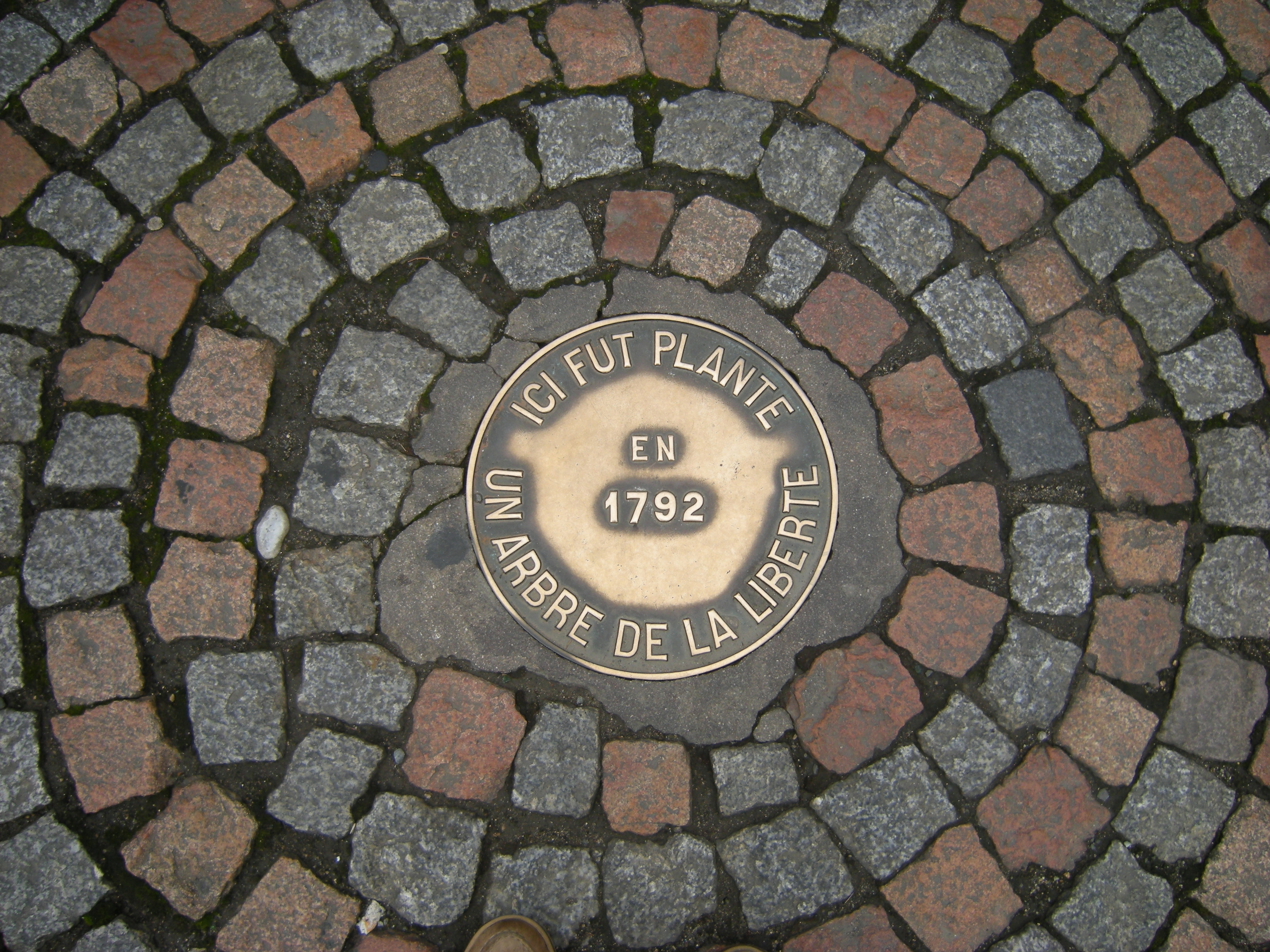
Parfois, il n'en reste qu'une plaque commémorative, comme à Paimpol au centre-ville, place du Martray.

### Abattage à la Restauration
À la rentrée des Bourbons, il existait encore un grand nombre d’arbres de la liberté dans toute la France, qui avaient été appelés arbres Napoléon sous l’Empire. Le gouvernement de Louis XVIII donna des ordres rigoureux pour déraciner ces derniers emblèmes de la Révolution. En grande partie abattus ou déracinés sous la Restauration les arbres de la liberté devinrent donc très rares dans les villes, mais on en voyait encore dans les communes rurales.

### Renouveaux
Après les Trois Glorieuses, quelques communes plantèrent encore de nouveaux arbres de la liberté, mais l’enthousiasme fut vite comprimé, et il y eut peu de ces plantations. Il n’en fut pas de même après la révolution de février 1848, où cet usage fut renouvelé. Les encouragements des autorités provisoires ne manquèrent pas aux plantations d’arbres de la liberté ; le clergé se prêta complaisamment à les bénir. Un ancien ministre de Louis-Philippe offrit même un jeune arbre de son parc parisien pour le planter devant sa porte avec cette inscription : « Jeune, tu grandiras ». Certaines villes, telles que Bayeux, conservent toujours, à l’heure actuelle, un arbre de la liberté en pleine vigueur.

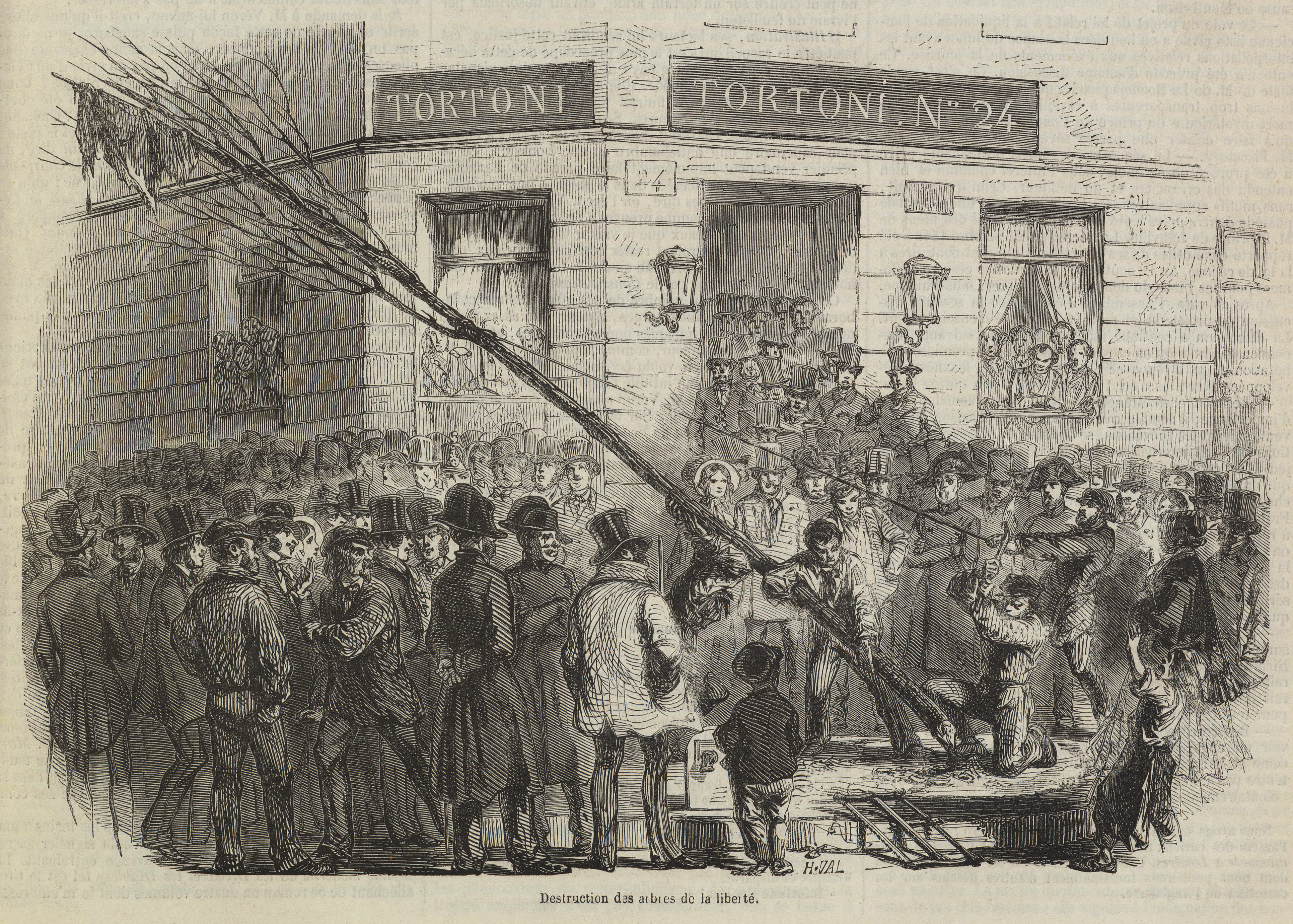
Destruction des arbres de la liberté par Henri Valentin, 1850.

Une réaction violente fit abattre presque tous les arbres de la liberté de Paris au commencement de 1850, par l’ordre du préfet de police Carlier, et faillit faire couler le sang dans les rues de la capitale. Cependant, de l’avis d’un journal légitimiste, « les arbres de la liberté gênaient très peu les passants, et nous ne voyons pas en quoi les hommes d’ordre pouvaient se trouver contrariés par ces symboles. Un arbre offre une belle image de la liberté sans violence, et ne saurait menacer en rien les idées d’inégalités sociales, puisque dans les développements d’une plante tous les rameaux sont inégaux précisément parce qu’ils sont libres ».
Le retour de la République, en 1870, fut l’occasion de planter de nouveaux arbres. Cependant, le contexte (guerre franco-prussienne de 1870, puis Commune de Paris, et enfin république conservatrice) ne s’y prêtait guère. Les plantations sont plus fréquentes en 1889 (centenaire de la prise de la Bastille), puis en 1892 (centenaire de la Première République française). D’autres arbres sont plantés en 1919-1920, pour célébrer la victoire du droit et la libération de l’Alsace et de la Moselle, et d’autres en 1944-1945, à l’occasion de la Libération. Les autres anniversaires (1939, 1948, 1989) sont d’autres occasions. Il arrive aussi qu’on replante un nouvel arbre quand l’ancien meurt. Comme par le passé, ils reçoivent parfois un accueil mitigé.

## Autres utilisations
Aujourd'hui l'arbre de la liberté figure certes de façon très stylisée mais en motif principal sur les pièces françaises de 1 € et 2 €, et sur le logo du parti politique français, l'UMP.

### Dessin des pièces françaises de1€et2€
L'arbre de la liberté, dit modèle de l'Arbre étoilé, est le dessin de l'avers des pièces de 1 € et 2 €, créé par Joaquin Jimenez en 1999. L'arbre dont les branches, les racines et le tronc (enserré par les initiales R et F) rayonnent à travers un hexagone représentant le territoire français, est encadré par la devise Liberté, Égalité, Fraternité écrite en toutes lettres ; le tout est entourée par un cercle de douze étoiles[réf. nécessaire].
Selon son auteur, ce nouvel arbre de la liberté symbolise une France, dont les racines et les branches tournées vers les étoiles de l'Europe, raconteraient son histoire et témoigneraient de son ouverture et de son essor. Pour l'auteur, ce nouvel arbre de la liberté est le sujet idéal pour illustrer la devise française, tel que Victor Hugo l’explicitait dans son discours du 2 mars 1848, un siècle et demi plus tôt avant la création du dessin[réf. nécessaire].
| 1 € | 2 € |
| --- | --- |
|     |     |

### Logo du parti politique UMP
L'arbre de la liberté adopté par l'Union pour un mouvement populaire (UMP), parti politique français du centre et de la droite, apparaît ainsi sur son logo. Il est blanc entre le bleu et le rouge au centre du logo, reprenant ainsi les trois couleurs du drapeau de la France, et dans lequel on peut voir un chêne ou un pommier, arbres typiques des terroirs français et « fétiches » des droites françaises[réf. nécessaire].
Le chêne, arbre de la liberté par excellence, symbolise dans la culture européenne la pérennité, la virilité, la puissance, la stabilité et l'unité. Aussi, Charles de Gaulle fut-il représenté, le lendemain de sa mort, sous la forme d'un chêne abattu, dans un dessin de Jacques Faizant à la une du Figaro (édition du 11 novembre 1970). Quant au pommier, il fut un des symboles de la campagne de Jacques Chirac pour son élection en 1995 à la présidence de la République française. Le pommier, avec la pomme, représentaient les fruits de la France[réf. nécessaire].
Quelle que soit l'espèce de l'arbre, la symbolique de l'arbre de la liberté se fonde bien sur les valeurs universelles et les principes humanistes de la République française[réf. nécessaire].
Pour l'historien Bernard Richard, « on peut dire qu'il a pris là la place occupée sur le « logo » du RPR par la croix de Lorraine, qui gênerait certains, ou le bonnet phrygien, ce bonnet qui froissait déjà des députés gaullistes ».

## Citations
« L’arbre de la liberté doit être revivifié de temps en temps par le sang des patriotes et des tyrans. »

— Thomas Jefferson, Lettre à W. S. Smith, 13 nov. 1787.

« C'est un beau et vrai symbole pour la liberté qu'un arbre ! La liberté a ses racines dans le cœur du peuple, comme l'arbre dans le cœur de la terre ; comme l'arbre elle élève et déploie ses rameaux dans le ciel ; comme l'arbre, elle grandit sans cesse et couvre les générations de son ombre. Le premier arbre de la liberté a été planté, il y a dix-huit cents ans, par Dieu même sur le Golgotha. Le premier arbre de la liberté, c'est cette croix sur laquelle Jésus-Christ s'est offert en sacrifice pour la liberté, l'égalité et la fraternité du genre humain. »

— Victor Hugo, Discours lors de la plantation d'un arbre de la liberté sur la place des Vosges, 2 mars 1848.

## Iconographie
- Jean-Jacques Champin (1796-1860), Plantation d'un arbre de la liberté devant l'hôtel de ville de Paris le 20 avril 1848, tableau conservé au Musée Carnavalet.